# 劉芳聲
劉芳聲（1620年—1664年)，字何實、號山逋，别號未來僧，江南淮安府山陽縣（今江蘇省淮安市淮安区）人，清朝官员。

## 生平
湖广右布政使劉自竑之子，生于萬曆庚申年十一月十二日。順治二年（1645年）舉乙酉科順天府鄉試，順治六年（1649年）登己丑科進士，次年授刑部主事，未数月，丁父憂。服闋，補原职，奉命畿北审决。以事降一级，改任闲曹。歷升戶部山西司員外郎，管理九江鈔關。順治八年，管理臨清鈔關事務，后任刑部湖廣司郎中。順治十一年，往廣東恤刑。後任山東提學僉事、陝西鞏昌府知府。順治十五年，陞廣西按察使司副使、分巡桂林兵備道。康熙元年（1662年），任貴州按察使司副使、分巡貴寧道。
康熙元年（1662年）冬由戶部員外郎升任山東提學僉事，康熙三年夏五月八日卒于官，年四十五。著有《钵池集》。

## 家族
祖父劉一臨，萬曆己丑進士，長興知縣。父劉自竑，崇祯甲戌進士，湖廣右布政使。弟芳譽、芳澤。娶高氏（1620年-1648年），繼娶金氏（1629年-1650年）（金之俊女儿），又继娶张氏（张元忭孫女）。张氏生子劉酇，娶順治己丑進士、兵部武选司员外郎黃宣泰次女。一女嫁順天壬辰進士户部郎中周龍甲長子周惕，一女嫁順治己丑進士陕西道御史何丞都長子，一女嫁甲戌進士吉安府知府錢維垣長孫。